# 넷플릭스서비시스코리아

넷플릭스 로고

넷플릭스서비시스코리아(영어: Netflix Services Korea)는 넷플릭스에서 만든 영화를 배급하기 위해 2016년에 설립된, 대한민국의 영화 직배사이다. 1997년 미국에서 처음 서비스를 시작한 넷플릭스는 2016년 1월  한국에서 정식으로 서비스를 시작했다. IPTV 서비스가 대세를 이루던 한국 동영상 시장에서 고전하던 넷플릭스는 딜라이브와 라이센스 계약을 체결하여 넷플릭스 서비스를 시작했다. 2018년 11월부터 LG 유플러스가 넷플릭스와의 컨텐츠 제휴을 실행, IPTV 셋톱박스를 통해 넷플릭스 앱에 접근할 수 있다. 그리고, 2019년 10월부터 KT가 넷플릭스와의 컨텐츠 제휴을 실행, IPTV 셋톱박스를 통해 넷플릭스 앱에 접근할 수 있다.

## 연혁
- 2016년 1월 7일 한국 서비스 개시

## 넷플릭스 서비스 논란
- 한국방송협회는 IPTV 사업자인 LG유플러스가 넷플릭스와 제휴하는 것에 대해 미디어산업 생태계 파괴의 시발점이라고 비판하며 정부의 적극적인 대응을, LG유플러스에는 제휴 철회를 촉구했다.[1]

## 넷플릭스 오리지널 한국작품

### 드라마
- 《킹덤》 (2019년)
- 《보건교사 안은영》 (2020년)
- 《나 홀로 그대》 (2020년)
- 《마음의 소리 리부팅》[2] (2020년)
- 《좋아하면 울리는》 (2020년)
- 《드라마월드》 (2020년)
- 《스위트 홈》 (2020년)
- 《오징어 게임》 (2021년)
- 《지옥》 (2021년)

### 영화
- 《낙원의 밤》 (2020년)
- 《콜》 (2020년)
- 《승리호》 (2021년)
- 《사냥의 시간》 (2021년)
- 《옥자》 (2021년)
- 《모럴센스》 (2022년)

### 예능
- 《범인은 바로 너》 (2018, 2019, 2021년)
- 《유병재 B의 농담》 (2018년)

### 다큐
- 《셰프의 테이블》 (2019년)

## 넷플릭스 한국 프로모션
넷플릭스는 자사 오리지널 시리즈 홍보를 위해 한국에서 제작발표회를 갖는 등 홍보활동을 펼치거나, 배우들과 제작진이 참석한 가운데 한국 매체를 대상으로 한 인터넷 라이브 컨퍼런스를 진행했다.
- 《아이언 피스트》 (핀 존스, 제스카 스토롭, 톰 펠프리, 프로듀서 스콧 벅 2017.3.29)[3]
- 《옥자》 기자회견 (봉준호 감독, 테드 사란도스 제작자 참석 2017.5.15)[4]

- 《워머신》 라이브 컨퍼런스 (브래드 피트,  데이비드 미쇼 감독  2017.5.22)[5]

- 《브라이트》 라이브 컨퍼런스 (윌 스미스, 데이비드 에이어 감독 참석 (2017.12.20)[6]

- 《얼터드 카본》 기자회견 (조엘 킨나만, 마사 히가레다, 디첸 라크맨 참석 2018.1.22)[7]
- 《범인은 바로 너》 (유재석 안재욱 김종민 이광수 박민영 세훈 세정 2018.4.30)[8]
- 《B의 농담》 (유병재 2018.7.19)[9]

- 《킹덤》제작발표회 (류승룡, 주지훈, 배두나, 김은희 작가, 김성훈 감독 2019.1.21)[10]
- 《6 언더그라운드》 그린카펫 & 팬이벤트 (라이언 레이놀즈, 멜라니 로랑, 아드리아 아르호나, 마이클 베이 감독 2019.12.02)

## 같이 보기
- 넷플릭스